# Port lotniczy Owda
Międzynarodowy port lotniczy Owda (hebr. נמל התעופה עובדה, Namal HaTe’ufa Owda, w skrócie Owda) (IATA: VDA, ICAO: LLOV) – dawny międzynarodowy port lotniczy położony na południu Izraela. Obecnie nie obsługuje ruchu cywilnego. Znajduje się w południowej części pustyni Negew, w odległości około 60 km na północ od miasta Ejlat.
Leży w rozległej dolinie Nahal Karots na wysokości 445 m n.p.m., w otoczeniu kibuców Ne’ot Semadar, Newe Charif, Ketura, Gerofit, Jotwata i Samar, oraz wioski Szacharut. Na południowy zachód od lotniska znajduje się baza wojskowa Sił Obronnych Izraela Sayarim oraz rozległy poligon wojsk pancernych, na zachód są tajne podziemne instalacje wojskowe, na północy znajduje się wojskowa szkoła inżynieryjna oraz kolejna baza wojskowa.

## Historia
Port lotniczy Owda został wybudowany w 1981 jako wojskowa baza taktyczna Sił Powietrznych Izraela, znana jako baza lotnicza Owda.
Po podpisaniu traktatu pokojowego z Egiptem rozpoczęto w 1982 wykorzystywać lotnisko do celów cywilnych. Wcześniej wszystkie loty czarterowe z Europy lądowały na lotnisku Etzion AB, jednakże na mocy zawartego porozumienia pokojowego, Izrael wycofał się z półwyspu Synaj i oddał wszystkie trzy tam położone bazy lotnicze. Z tego powodu podjęto decyzję o wybudowaniu cywilnego terminalu przy bazie lotniczej Owda. Obszar cywilny wyznaczono przy krótszym pasie startowym, którego długość umożliwia lądowanie dużych samolotów pasażerskich Boeing 747. W ten sposób w 1988 otworzono Międzynarodowy Port Lotniczy Owda. Od tego momentu duże samoloty pasażerskie z turystami przyjeżdżającymi do Ejlatu, lądowały na Owda zamiast w porcie lotniczym Ejlat.
W 2017 roku port lotniczy obsłużył 1631 międzynarodowych lotów z 209 515 pasażerami.
31 marca 2019 roku loty cywilne z lotniska Owda zostały przeniesione na nowy port lotniczy Ramon, który jest oddalony 18 km od centrum Ejlatu.

## Terminal
Terminal pasażerski Owda jest parterowym budynkiem przeznaczonym wyłącznie do obsługi turystów przybywających do Ejlatu.
Hala przylotów posiada standardowe wyposażenie do obsługi ruchu pasażerskiego. Są to urządzenia do kontroli bezpieczeństwa bagaży, przenośniki taśmowe, stanowiska kontroli paszportowej, toalety, punkt wymiany walut oraz automaty telefoniczne. Przystanek transportu publicznego jest umiejscowiony na zewnątrz terminalu.
Hala obsługi pasażerów posiada dodatkowo sklep wolnocłowy, sklep z pamiątkami, bar szybkiej obsługi, sklep z biżuterią, kawiarnię i punkt wymiany walut.
Nie ma bankomatów.

## Dane statystyczne
Wielkość ruchu pasażerskiego:

Źródło danych: Israel Airports Authority.
Liczba samolotów:

Źródło danych: Israel Airports Authority.

## Linie lotnicze i połączenia
Międzynarodowy Port Lotniczy Owda obsługuje krajowych i zagranicznych przewoźników, których samoloty latają do Europy.

### Stałe połączenia
- Aerofłot (Moskwa-Szeriemietiewo)
- Arkia (Hajfa, Tel Awiw-Ben Gurion, Tel Awiw-Sede Dow)
- El Al (Paryż-Charles de Gaulle, Tel Awiw-Ben Gurion)
- Ethiopian Airlines (Addis Abeba, sezonowo)
- Israir (Hajfa, Tel Awiw-Ben Gurion, Tel Awiw-Sede Dow)
- Sun d’Or (Paryż-Charles de Gaulle)
- Ryanair (sezonowo: Kraków, Kowno, Budapeszt, Bratysława, Gdańsk, Poznań)
- Wizz Air (Warszawa-Okęcie)[7]

### Połączenia czarterowe
- Arkefly (Amsterdam – sezonowo)
- Arkia
- Astraeus
- Enter Air (Warszawa)
- First Choice Airways (Manchester)
- Jetairfly
- Sun d’Or (Londyn-Luton)
- Transavia (Amsterdam – sezonowo)

## Komunikacja
Z terminalu wyjeżdża się w kierunku północno-zachodnim i lokalną drogą dojeżdża się do drogi ekspresowej nr 12  (Ne’ot Semadar-Ejlat).